# Comité olympique du Guyana
Le Comité olympique du Guyana (en anglais : Guyana Olympic Association) est le comité national olympique du Guyana, reconnu par le CIO en 1948. Il est également responsable du mouvement des Jeux du Commonwealth.
Il est fondé en 1935 sous le nom The British Guiana International Olympic and British Empire Games Association (Association internationale des Jeux olympiques et des Jeux de l'Empire britannique de la Guyane britannique) lorsque le territoire était encore la colonie britannique de la Guyane britannique. La Guyane britannique a ainsi pu participer des Jeux de 1948 juqu'au Jeux de 1964.
Lors de son indépendance en 1966, le Guyana choisi de rester un royaume du Commonwealth puis devient en 1970 une République, membre du Commonwealth.